# Président du Parlement national des Îles Salomon
Le président du Parlement national (en anglais : Speaker of the National Parliament) préside les sessions du Parlement national des Îles Salomon. Cette fonction est établie par l'article 64 de la Constitution de 1978, entrée en vigueur lors de l'indépendance du pays. Elle est similaire à celle de président de la Chambre des communes du Royaume-Uni, les Îles Salomon étant un royaume du Commonwealth basé sur le système de Westminster.

## Description
Le président est élu par les membres du Parlement national tous les quatre ans, conformément à l'article 5 du règlement intérieur du Parlement. Celui-ci stipule que « tout citoyen salomonais âgé de plus de vingt et un ans et remplissant les conditions requises pour être élu député est éligible au poste de président ». Le président n'est donc pas nécessairement choisi parmi les députés en exercice, contrairement au président de la Chambre des communes du Royaume-Uni. Ainsi, Peter Kenilorea n'était pas membre du Parlement lorsqu'il en a été élu président, en 2001, et Allan Kemakeza a été élu président après avoir échoué à conserver son siège au Parlement lors des élections législatives de 2010. La seule personne jusqu'à présent à avoir été un député en exercice lors de son élection à la présidence est Waita Ben Tabusasi, en 1989. Il a libéré son siège de député du nord-est de Guadalcanal pour assumer les fonctions de président ; l'élection partielle qui en a résulté a permis à Hilda Kari de devenir la première femme à siéger au Parlement national des Îles Salomon. Le rôle du président, conformément à l'article 65 de la Constitution salomonaise, est de « présider toute séance du Parlement ». En outre, le président est chargé de « veiller à ce que les députés se comportent conformément au règlement intérieur du Parlement national ».

## Liste des présidents
| No | Portrait               | Titulaire                       | Mandat           | Mandat           | Réf.  |
| No | Portrait               | Titulaire                       | Début            | Fin              | Réf.  |
| -- | ---------------------- | ------------------------------- | ---------------- | ---------------- | ----- |
| 1  | Illustration manquante | Lloyd Maepeza Gina (1935-2007)  | août 1978        | 1988             | [ 5 ] |
| 2  | Illustration manquante | Waita Ben Tabusasi (né en 1946) | 14 mars 1989     | 10 juillet 1993  | ,     |
| 3  | Paul Tovua             | Paul Tovua (1947-2021)          | 1994             | 2001             | [ 5 ] |
| 4  | Illustration manquante | Sir Peter Kenilorea (1943-2016) | 2001             | 8 septembre 2010 | [ 5 ] |
| 5  | Allan Kemakeza         | Allan Kemakeza (né en 1950)     | 8 septembre 2010 | 17 décembre 2014 | [ 2 ] |
| 6  | Ajilon Nasiu           | Ajilon Nasiu (né au XXe siècle) | 17 décembre 2014 | 15 mai 2019      | [ 7 ] |
| 7  | Patteson Oti           | Patteson Oti (né en 1956)       | 15 mai 2019      | En cours         | [ 8 ] |

## Vice-président
La Constitution prévoit également un vice-président. Selon l'article 64, le vice-président est élu par le Parlement parmi ses membres, alors que le président peut être élu en dehors du Parlement. Alors que le président, s'il est un député lorsqu'il est élu à cette fonction, doit quitter son siège, le vice-président au contraire conserve son siège et quitte le poste de vice-président s'il cesse d'être membre du Parlement. Le chef d'un parti politique au Parlement ne peut exercer la fonction de vice-président.
Le vice-président remplit les fonctions du président si ce dernier est dans l'incapacité de les assumer. Cependant, selon l'article 71 de la Constitution, et contrairement au président, le vice-président, lorsqu'il préside le Parlement, « exerce une voix prépondérante si, sur une question, les voix sont également partagées ».